# Ртутьтрикальций
Ртутьтрика́льций — бинарное неорганическое соединение, интерметаллид
кальция и ртути
с формулой Ca3Hg,
кристаллы.

## Получение
- Сплавление стехиометрических количеств чистых веществ в инертной атмосфере:

{\displaystyle {\mathsf {3Ca+Hg\ \xrightarrow {523^{o}C} \ Ca_{3}Hg}}}

## Физические свойства
Ртутьтрикальций образует кристаллы ромбической сингонии, пространственная группа P nma, параметры ячейки a = 0,8161 нм, b = 1,015 нм, c = 0,6828 нм, Z = 4, структура типа карбида железа FeC3.
Соединение конгруэнтно плавится при температуре 523 °C.